# Big Brother Famosos 2022 - 2.ª edição
O Big Brother Famosos 2022 - 2.ª Edição foi a 5.ª edição do Big Brother Famosos. Apresentada por Cristina Ferreira, estreou no dia 28 de Fevereiro de 2022 (um dia após o encerramento da edição anterior) e terminou no dia 24 de Abril de 2022.   
Big Brother é a versão portuguesa do formato holandês do reality show Big Brother, produzido pela Endemol Shine Iberia e exibido pela TVI e TVI Reality. É a segunda edição apresentada por Cristina Ferreira.

## Concorrentes
| Nome            | Ocupação                                         | Idade | Posição                            | Ref.ª  |
| --------------- | ------------------------------------------------ | ----- | ---------------------------------- | ------ |
| Bernardo Sousa  | Piloto de automóveis                             | 34    | Vencedor em 24 de abril de 2022    | [ 1 ]  |
| Marco Costa     | Pasteleiro e ex-concorrente da Casa dos Segredos | 31    | 2.º lugar em 24 de abril de 2022   | [ 2 ]  |
| Bruna Gomes     | Influencer digital                               | 26    | 3.º lugar em 24 de abril de 2022   | [ 3 ]  |
| Daniel Kenedy   | Ex-jogador de futebol e treinador                | 48    | 4.º lugar em 24 de abril de 2022   | [ 4 ]  |
| Vanessa Silva   | Cantora e atriz                                  | 40    | 5.º lugar em 24 de abril de 2022   | [ 5 ]  |
| Fernando Semedo | Chef de cozinha                                  | 31    | 6.º lugar em 24 de abril de 2022   | [ 6 ]  |
| Nuno Graciano   | Ex-Apresentador e Empresário                     | 53    | 8.º Expulso em 17 de abril de 2022 | [ 7 ]  |
| Miguel Azevedo  | Músico                                           | 35    | 7.º Expulso em 10 de abril de 2022 | [ 8 ]  |
| Marie           | Influencer digital                               | 20    | 6.ª Expulsa em 9 de abril de 2022  | [ 9 ]  |
| Virginia Lopéz  | Escritora                                        | 42    | 5.ª Expulsa em 3 de abril de 2022  | [ 10 ] |
| Tanya           | Cantora e Personal Trainer                       | 42    | 4.ª Expulsa em 27 de março de 2022 | [ 11 ] |
| Mafalda Matos   | Atriz e Técnica de holística                     | 33    | 3.ª Expulsa em 20 de março de 2022 | [ 12 ] |
| Melão           | Cantor                                           | 47    | Desistente em 13 de março de 2022  | [ 13 ] |
| Sara Aleixo     | Atriz                                            | 43    | 2.ª Expulsa em 13 de março de 2022 | [ 14 ] |
| Pedro Pico      | Empresário, drag queen e ex-youtuber             | 32    | 1.º Expulso em 6 de março de 2022  | [ 15 ] |

### Bernardo Sousa
Nasceu na Madeira e com apenas 12 anos iniciou-se nas pistas de karts, participando em corridas nacionais e internacionais. Em 2005 passa para as estradas da ilha da Madeira quando decide experimentar uma vertente do desporto automóvel com elevado nível de popularidade na sua terra natal: os ralis. Agora, a casa de partida é a do Big Brother Famosos, onde ambiciona chegar longe.

### Bruna Gomes
Bruna Gomes é uma das grandes influenciadoras do Brasil. Só ela tem um número de seguidores maior do que a população de alguns países. Tem perto de 6 milhões de seguidores no Instagram. Nasceu no Estado de Santa Catarina, numa localidade com o invulgar nome de Tubarão. Em criança já criava as suas histórias, antevisão da criadora digital que se viria a tornar. Aos 18 anos mudou-se para o Rio de Janeiro, onde ainda vive. Lançou recentemente a sua marca de roupa e agora, chega a Portugal para participar nesta edição do Big Brother Famosos, assumindo ser uma pessoa divertida, entusiasmada e boa jogadora. Nasceu em 12 de janeiro de 1996.

### Daniel Kenedy
Ex-jogador de futebol e treinador, assume-se como grande candidato a levar a taça deste campeonato do Big Brother Famosos para casa.
Fez sucesso no Sport Lisboa e Benfica e na Seleção Nacional. A paixão pelo futebol levou-o a seguir a carreira de treinador.
Há uns anos, assumiu publicamente a sua dependência do jogo. Hoje diz que essa adição está ultrapassada e que um dos grandes motivos que o levam à casa do Big Brother Famosos é mostrar a todos que está bem e que é possível vencer todos os obstáculos.

### Fernando Semedo
É Fernando Semedo mas gosta de se apresentar, em tom de brincadeira, como “Chef Sem Medo”.
A paixão pela cozinha apareceu muito cedo, desde que teve a oportunidade de se aproximar do fogão. Depois, percebeu que queria ser cozinheiro e que esta ia ser a profissão para a vida.
Assume-se como enérgico, criativo e muito dedicado, é presença regular em programas de televisão.

### Mafalda Matos
Atriz, oradora, coach ou mentora holística. Sob o nome de Mafalda Matos cabem muitas áreas de interesse, mas a sua projeção para o grande público chega pela sua atividade na representação.
Com 18 anos estreou-se como atriz na série juvenil Morangos com Açúcar.
Fez teatro e filmes e mais recentemente assistimos à sua participação na novela Festa é Festa. Adepta confessa do yoga e da espiritualidade, está curiosa para saber como se vai enquadrar numa casa seguramente repleta de personalidades antagónicas.

### Marco Costa
Começou o percurso da fama quando participou na Casa dos Segredos 2, mas depois soube fazer a sua estrada como empreendedor na área que estudara e herdara: Pastelaria.
Com 10 anos já trabalhava com o seu pai e depois aprendeu mais até se tornar chef de pastelaria. Lançou vários livros e abriu diferentes estabelecimentos enquanto mostrava a boa forma em concursos de culturismo. No Big Brother Famosos promete muita frontalidade, animação e claro, tortas de laranja.

### Marie
La Vie de Marie é como Marie é conhecida no mundo digital. O seu perfil é seguido por milhares de pessoas nas diversas plataformas, sendo que no Tik Tok conta com quase meio milhão de seguidores.
No seu mundo, replicado nas redes sociais, apresenta-se como uma fada, uma criatura do universo. Nasceu na Estela, Póvoa de Varzim, no ano de 2001 e a infância foi passada no meio de árvores, animais e desenhos na parede.

### Melão
Tem o coração mais conhecido de Portugal, mas poucos o conhecem pelo seu nome: Fernando Melão.
Foi bailarino, mas tornou-se mais mediático quando foi escolhido para fazer parte da primeira boysband portuguesa, os Excesso. Foram anos de muitos fãs, muitas digressões e êxitos na rádio e televisão. Depois decidiu seguir uma carreira a solo. Teve novos êxitos e ingressou por outros percursos profissionais.
Em 2002, participou no Big Brother Famosos 2 e ficou conhecido com o dorminhoco porque chegava a dormir mais de 12 horas seguidas. Agora diz ser um homem mais tolerante que abraça este convite com o objetivo de se divertir e divertir o público.  

### Miguel Azevedo
Diz que é o furacão do Alentejo e promete levar a festa por onde passa. Com a sua música popular portuguesa, canta, toca e faz dançar. Percorre os palcos do país e em variadíssimos programas de televisão.
Homem de 7 ofícios, faz obras, reparações, trabalhos em mecânica, eletrónica e eletricidade. No Big Brother Famosos diz que vai dar jeito saber fazer tanta coisa.

### Nuno Graciano
Nuno Graciano era conhecido do grande público sobretudo pela sua presença em diferentes meios de comunicação.
Teve uma breve passagem pelo mundo da moda e em 1994 faz a sua estreia como apresentador, na TVI. Desde então abraçou várias atividades dentro do meio audiovisual, destacando-se como apresentador. Em 2021 teve uma breve incursão pela política, ao ser candidato do partido Chega à Camara Municipal de Lisboa. No Big Brother queria viver a experiência na sua total plenitude, abraçando este desafio a 100%.

### Pedro Pico
Em pouco mais de três décadas, o Pedro já tem muitas histórias para contar: foi lutador de wrestling, youtuber e, antes da pandemia, cria a personagem Teresa Al Dente, que em apenas 2 anos já chegou a todos os fusos horários do planeta.
No Big Brother Famosos, o Pedro promete muita animação, espontaneidade e debate de ideias.

### Sara Aleixo
É madeirense, nascida no Funchal, e cedo começou a trabalhar. Apenas com 16 anos tornou-se bailarina, posando depois para as passerelles e objetivas dos fotógrafos como modelo. Divide-se entre várias atividades, mas é a vocação para a representação que a torna mais conhecida. São mais de 20 anos de prestações televisivas, numa multiplicidade de papéis entre muitas series e telenovelas em diferentes canais televisivos. Ao mesmo tempo trabalha como assistente de bordo.
Em 2006 participou no Circo das Celebridades, finalizando no 2º lugar.

### Tanya
Assina como Tânia Lima mas dá-se a conhecer como Tanya. Cantora de música popular portuguesa há 26 anos, ainda é referência por ter feito parte da banda Tayti. Há 5 anos iniciou o seu projeto individual a cantar a solo. Na banda Tayti cresceu rápido, saiu do anonimato e viveu anos de ouro e de muitos sucessos. Depois deixou de se identificar com o projeto e saiu. Atualmente concilia a carreira artística com a de instrutora de fitness e personal trainer. Promete pôr a casa do Big Brother Famosos a mexer.

### Vanessa Silva
Começou a cantar aos 6 anos numa coletividade ao lado da sua casa ,mas como queria ser bailarina. Hoje, a Vanessa guarda todas estas aprendizagens e projeta-as em diferentes áreas artísticas, desde musicais a participações em diferentes programas de televisão.
Na adolescência já cantava em bares e foi um passo até gravar vários temas. Chamou a atenção e conquistou em diferentes programas de televisão.
La Féria também foi conquistado e com ele foi cabeça de cartaz em vários espetáculos. No Big Brother Famosos espera que a sua frontalidade e teimosia não se sobreponham à boa disposição.

### Virginia López
De Espanha nem bom vento nem bom casamento. Este foi o título do seu primeiro livro. Seguiram-se mais 6 a viver e a trabalhar em Portugal.
Virginia López é  escritora, é oradora, é empreendedora. Mas começou como jornalista em órgãos de comunicação social espanhóis, enquanto correspondente no nosso país, durante uma década.
Nasceu em Valladolid e com 18 anos mudou-se para Madrid para seguir a via académica no jornalismo. Em 2000, veio para Portugal com o programa Erasmus. Apaixonou-se pelo país e por um português. Mãe de dois filhos, é adepta da vida calma e tranquila, mas não vira as costas a um desafio. No Big Brother Famosos promete o "salero" espanhol aliado à frontalidade que a caracteriza. Gosta de ser líder e de se fazer ouvir e espera sair vencedora.

## Nomeações
|                 | Semana 1                                                                         | Semana 2                                                                           | Semana 3                                                   | Semana 4                                                       | Semana 5                                                                            | Semana 6                                                      | Semana 6                              | Semana 7                                                                            | Semana 8 Final                               | Semana 8 Final                               | Nomeações recebidas |
| Dia 36          | Semana 1                                                                         | Semana 2                                                                           | Semana 3                                                   | Semana 4                                                       | Semana 5                                                                            | Dia 42                                                        |                                       | Semana 7                                                                            | Semana 8 Final                               | Semana 8 Final                               | Nomeações recebidas |
| --------------- | -------------------------------------------------------------------------------- | ---------------------------------------------------------------------------------- | ---------------------------------------------------------- | -------------------------------------------------------------- | ----------------------------------------------------------------------------------- | ------------------------------------------------------------- | ------------------------------------- | ----------------------------------------------------------------------------------- | -------------------------------------------- | -------------------------------------------- | ------------------- |
| Presidente      | Fernando                                                                         | Nuno                                                                               | Marie                                                      | Virginia                                                       | Miguel                                                                              | Marco                                                         | (nenhum)                              | Kenedy                                                                              | Vanessa                                      | Vanessa                                      | Nomeações recebidas |
| Nomeação direta | Miguel                                                                           | Virginia                                                                           | (nenhuma)                                                  | Bernardo                                                       | Nuno                                                                                | Marie                                                         | (nenhuma)                             | Bernardo                                                                            | (nenhuma)                                    | (nenhuma)                                    | Nomeações recebidas |
|                 |                                                                                  |                                                                                    |                                                            |                                                                |                                                                                     |                                                               |                                       |                                                                                     |                                              |                                              |                     |
| Bernardo        | Sara Tanya Nuno                                                                  | Miguel Sara Tanya                                                                  | Mafalda Tanya                                              | Miguel Tanya                                                   | Fernando Marco Virginia                                                             | Miguel (x2) Kenedy                                            | Miguel Kenedy                         | Fernando Kenedy Marco                                                               | Vencedor (Dia 57)                            | Vencedor (Dia 57)                            | 24                  |
| Marco           | Atribuiu uma nomeação direta                                                     | Mafalda Marie Sara                                                                 | Mafalda Nuno                                               | Marie Tanya                                                    | Bernardo Bruna Vanessa                                                              | Nuno Bernardo                                                 | Nuno Bernardo                         | Nuno (x3)                                                                           | 2.º lugar (Dia 57)                           | 2.º lugar (Dia 57)                           | 13                  |
| Bruna           | Kenedy Bernardo Sara                                                             | Kenedy Mafalda Sara                                                                | Nuno Mafalda                                               | Kenedy Miguel                                                  | Kenedy Fernando Virginia                                                            | Miguel                                                        | Miguel Nuno                           | Voto nulo                                                                           | 3.º lugar (Dia 57)                           | 3.º lugar (Dia 57)                           | 15                  |
| Kenedy          | Bruna Mafalda Pedro                                                              | Bruna Mafalda Sara                                                                 | Mafalda Nuno                                               | Miguel Tanya                                                   | Bernardo Bruna Virginia                                                             | Nuno Miguel                                                   | Nuno Bruna                            | Nuno Fernando                                                                       | 4.º lugar (Dia 57)                           | 4.º lugar (Dia 57)                           | 15                  |
| Vanessa         | Bernardo Mafalda Marco                                                           | Mafalda Miguel Sara                                                                | Mafalda Nuno                                               | Marie Miguel                                                   | Fernando Marco Virginia                                                             | Fernando Nuno                                                 | Miguel Nuno                           | Nuno Fernando Marco Kenedy                                                          | 5.º lugar (Dia 57)                           | 5.º lugar (Dia 57)                           | 10                  |
| Fernando        | Sara Marco Pedro                                                                 | Mafalda Marco Sara                                                                 | Mafalda Nuno                                               | Marie Miguel                                                   | Bernardo Vanessa Virginia                                                           | Voto nulo                                                     | Kenedy Bruna                          | Bernardo Bruna Nuno Kenedy                                                          | 6.º lugar (Dia 57)                           | 6.º lugar (Dia 57)                           | 17                  |
| Nuno            | Bernardo Bruna Tanya                                                             | Bruna Sara Vanessa                                                                 | Tanya Miguel                                               | Bruna Tanya                                                    | Fernando Vanessa Virginia                                                           | Fernando (x2) Bruna                                           | Fernando Bruna                        | Marco                                                                               | Expulso (Dia 50)                             | Expulso (Dia 50)                             | 30                  |
| Miguel          | Bernardo Kenedy Pedro Mafalda                                                    | Mafalda Marco Sara                                                                 | Nuno Mafalda                                               | Bruna Marie                                                    | Bernardo Fernando Vanessa                                                           | Bruna Bernardo                                                | Vanessa Bernardo                      | Expulso (Dia 43)                                                                    | Expulso (Dia 43)                             | Expulso (Dia 43)                             | 20                  |
| Marie           | Nuno Marco Bernardo                                                              | Bernardo Marco Sara                                                                | Nuno Miguel                                                | Kenedy Miguel                                                  | Bernardo Fernando Vanessa                                                           | Fernando Nuno                                                 | Expulsa (Dia 42)                      | Expulsa (Dia 42)                                                                    | Expulsa (Dia 42)                             | Expulsa (Dia 42)                             | 7                   |
| Virginia        | Ausente                                                                          | Fernando Marco Tanya                                                               | Nuno Tanya                                                 | Fernando Tanya                                                 | Bernardo Bruna Vanessa                                                              | Expulsa (Dia 36)                                              | Expulsa (Dia 36)                      | Expulsa (Dia 36)                                                                    | Expulsa (Dia 36)                             | Expulsa (Dia 36)                             | 7                   |
| Tanya           | Pedro Nuno Bernardo                                                              | Bernardo Mafalda Sara                                                              | Nuno Mafalda                                               | Marie Kenedy                                                   | Expulsa (Dia 29)                                                                    | Expulsa (Dia 29)                                              | Expulsa (Dia 29)                      | Expulsa (Dia 29)                                                                    | Expulsa (Dia 29)                             | Expulsa (Dia 29)                             | 17                  |
| Mafalda         | Vanessa Pedro Tanya Nuno                                                         | Bernardo Marco Tanya                                                               | Nuno Miguel                                                | Expulsa (Dia 22)                                               | Expulsa (Dia 22)                                                                    | Expulsa (Dia 22)                                              | Expulsa (Dia 22)                      | Expulsa (Dia 22)                                                                    | Expulsa (Dia 22)                             | Expulsa (Dia 22)                             | 19                  |
| Melão           | Ausente                                                                          | Miguel Sara Vanessa                                                                | Desistente (Dia 15)                                        | Desistente (Dia 15)                                            | Desistente (Dia 15)                                                                 | Desistente (Dia 15)                                           | Desistente (Dia 15)                   | Desistente (Dia 15)                                                                 | Desistente (Dia 15)                          | Desistente (Dia 15)                          | 0                   |
| Sara            | Tanya Nuno Mafalda                                                               | Bernardo Fernando Tanya                                                            | Expulsa (Dia 15)                                           | Expulsa (Dia 15)                                               | Expulsa (Dia 15)                                                                    | Expulsa (Dia 15)                                              | Expulsa (Dia 15)                      | Expulsa (Dia 15)                                                                    | Expulsa (Dia 15)                             | Expulsa (Dia 15)                             | 15                  |
| Pedro           | Sara Tanya Bernardo                                                              | Expulso (Dia 8)                                                                    | Expulso (Dia 8)                                            | Expulso (Dia 8)                                                | Expulso (Dia 8)                                                                     | Expulso (Dia 8)                                               | Expulso (Dia 8)                       | Expulso (Dia 8)                                                                     | Expulso (Dia 8)                              | Expulso (Dia 8)                              | 5                   |
|                 |                                                                                  |                                                                                    |                                                            |                                                                |                                                                                     |                                                               |                                       |                                                                                     |                                              |                                              |                     |
| Nomeados        | Bernardo Miguel Nuno Pedro Tanya                                                 | Bernardo Marco Sara Tanya Virginia                                                 | Mafalda Miguel Nuno Tanya                                  | Bernardo Miguel Marie Tanya                                    | Bernardo Fernando Nuno Vanessa Virginia                                             | Fernando Marie Miguel Nuno                                    | Bruna Miguel Nuno                     | Bernardo Fernando Kenedy Marco Nuno                                                 | Bernardo Bruna Fernando Kenedy Marco Vanessa | Bernardo Bruna Fernando Kenedy Marco Vanessa |                     |
| Expulso(s)      | Pedro 51% (entre 2) para expulsar                                                | Sara 85% (entre 2) para expulsar                                                   | Mafalda 83% (entre 2) para expulsar                        | Tanya 77% (entre 2) para expulsar                              | Virginia 89% (entre 2) para expulsar                                                | Marie 73% (entre 2) para expulsar                             | Miguel 65% (entre 2) para expulsar    | Nuno 48% (entre 3) para expulsar                                                    | Fernando 1% (entre 6) para vencer            | Vanessa 3% (entre 6) para vencer             |                     |
| Expulso(s)      | Pedro 51% (entre 2) para expulsar                                                | Sara 85% (entre 2) para expulsar                                                   | Mafalda 83% (entre 2) para expulsar                        | Tanya 77% (entre 2) para expulsar                              | Virginia 89% (entre 2) para expulsar                                                | Marie 73% (entre 2) para expulsar                             | Miguel 65% (entre 2) para expulsar    | Nuno 48% (entre 3) para expulsar                                                    | Kenedy 5% (entre 4) para vencer              | Bruna 13% (entre 3) para vencer              |                     |
| Expulso(s)      | Pedro 51% (entre 2) para expulsar                                                | Melão Desistente                                                                   | Mafalda 83% (entre 2) para expulsar                        | Tanya 77% (entre 2) para expulsar                              | Virginia 89% (entre 2) para expulsar                                                | Marie 73% (entre 2) para expulsar                             | Miguel 65% (entre 2) para expulsar    | Nuno 48% (entre 3) para expulsar                                                    | Marco 36% (entre 2) para vencer              | Marco 36% (entre 2) para vencer              |                     |
| Salvo(s)        | Nuno 49% (entre 2) Tanya 15% (entre 3) Bernardo 8% (entre 5) Miguel 5% (entre 5) | Tanya 15% (entre 2) Marco 8% (entre 3) Virginia 5% (entre 5) Bernardo 3% (entre 5) | Tanya 17% (entre 2) Nuno 10% (entre 3) Miguel 4% (entre 4) | Miguel 23% (entre 2) Bernardo 14% (entre 3) Marie 7% (entre 4) | Fernando 11% (entre 2) Nuno 7% (entre 4) Bernardo 5% (entre 4) Vanessa 1% (entre 5) | Fernando 27% (entre 2) Nuno 14% (entre 3) Miguel 5% (entre 4) | Nuno 35% (entre 2) Bruna 8% (entre 3) | Marco 46% (entre 3) Fernando 6% (entre 3) Bernardo 3% (entre 4) Kenedy 1% (entre 5) | Bernardo 64% (entre 2) para vencer           | Bernardo 64% (entre 2) para vencer           |                     |